# فرودگاه دری (ایرلند شمالی)
فرودگاه دری (ایرلند شمالی) (به انگلیسی: City of Derry Airport) یک فرودگاه همگانی مسافربری با کد یاتا LDY است که یک باند فرود آسفالت دارد و طول باند آن ۱۹۶۷ متر است. این فرودگاه در شهر دری (ایرلند شمالی) کشور ایرلند شمالی قرار دارد و در ارتفاع ۷ متری از سطح دریا واقع شده‌است.

## شرکت‌های هواپیمایی و مقصدهای پروازی
The following airlines operate regular scheduled and charter flights to and from Derry:
| شرکت‌های هواپیمایی      | مقصدهای پروازی              |
| ---------------------- | --------------------------- |
| ای‌اس‌ال ایرلاینز ایرلند | چارتر فصلی: پالما د مایورکا |
| بی‌ام‌آی رجیونال         | استانستد لندن               |
| رایان‌ایر               | گلاسگو، جان لنون لیورپول    |